# タウングー王朝

タウングー王朝

タウングー王朝の支配領域（1572年）

タウングー王朝（タウングーおうちょう、ビルマ語: တောင်ငူမင်းဆက်）は、14世紀頃から1752年まで存在したビルマ人の王朝である。

## 歴史

### タウングー王朝の建国伝説
タウングーは、先行のパガン王朝の時代は小さな村に過ぎなかったが、パガン王朝の首都パガンが陥落すると、ビルマ難民が流れこみ始め、その後も次々とシャン族の王朝が割拠したので、その圧迫を逃れるために難民が流れ込んできた。タウングー王朝の最初の王、ティンカバー（在位: 1347年 - 1358年）はこの地に王宮を建設し、パガン陥落以来、ビルマ人の王朝を再興した。

### タウングー王朝
4代目ミンチーニョ（在位: 1486年 - 1531年）は、領土拡大を画策し、特に稲作に適したチャウセーの土地を手に入れようと目論み、1503年、アワの王女を妻として念願のチャウセーの地を手に入れた。
その息子タビンシュエーティー（在位: 1531年 - 1551年）が即位する頃には、チャウセーの領有で国力が大きくなり、シャン族の脅威は薄らいだ。変わって、タビンシュエーティーはポルトガル人の鉄砲隊を導入し、小タイ族の治めるアユタヤ王朝の占領を目論むが失敗した。タビンシュエーティーは晩年モン族を手厚く保護したが、これによってタウングー王朝ではモン族の力が強まった。
この中で、再びビルマ人の勢いを盛り返させたのがタビンシュエーティーの乳母兄弟であるバインナウン（在位: 1551年 - 1581年）である。バインナウンはモン族やシャン族を制圧し、現在のミャンマーの大半を掌握すると、アワへ遷都した。1548年、第一次緬泰戦争（1548年 - 1549年）でバインナウンがアユタヤ王朝に侵攻し、チャクラパット王が危機に陥ったが、シースリヨータイ王妃が身を挺して命を助けた。1558年にはラーンナー王国に侵攻して属国（現在のシャン州）にした。第二次緬泰戦争（1563年 - 1564年）では難攻不落といわれたアユタヤを陥落させ、チャクラパット王がビルマの属国（1564年–1568年）となることを認めた。第三次緬泰戦争（1568年 - 1569年）で再びアユタヤ王朝はビルマの属国（1569年–1584年）となることを認めた。
しかし、1581年のバインナウン死後、タウングー王朝の勢力は衰え、国内は各地の有力者が乱立し混乱状態をきたし、国は分裂した。その混乱のさなか、1594年にアユタヤ王朝がタウングー王朝へ侵攻してきた（緬泰戦争）。

### 復興タウングー王朝
この混乱をニャウンヤン（1599年 - 1605年）が収拾し、ニャウンヤンの王朝は復興タウングー王朝（1597年 – 1752年）と呼ばれる。混乱期の1599年から1613年にかけて、ポルトガル人ビルマ傭兵フェリペ・デ・ブリトが自立してシリアム一帯を支配した。
ニャウンヤンの息子アナウペッルン（在位: 1605年 - 1628年）は現在のシャン州とエーヤワディー川全域を掌握し、復興タウングー王朝を再興させた。
その後、復興タウングー王朝は100年以上にわたり王朝を維持するが、1740年、ペグーのモン族の王率いる再興ペグー王朝軍がタウングー王朝に対し圧迫を開始し、1752年、遂に陥落した。

## 中国との関係
タウングー王朝の勢力が北方に拡大すると、チエンマイ（1557年、ラーンナー王国）、チエンセーン（ラーンナー王国）、チエントーン（英: Chiang Tung、ラーンサーン王朝）、シップソーンパーンナー（チン・ホー族の王国）など明王朝の冊封を受けるタイ族の小国が次々にタウングーの勢力下に入った。明王朝は、これらの小国の支配者に対し、土司として、衛所の各級指揮官の称号を与えて間接支配していたため、タウングー王朝の侵略を見過ごすことはできず、劉綎将軍を雲南南部に派遣した。1573年に劉綎と鄧子龍の率いる明軍がタウングー軍を破り、タウングー王朝に占領された地域を奪回した。その後、1598年まで雲南辺境をめぐる明とタウングー王朝の角逐が続いた（明緬戦争）。
1644年に明が滅亡すると、北京を占領した清王朝に対して、明王族が中国南部で抵抗運動を組織した。これを南明という。しかし南明は次第に清軍に追い詰められ、1659年に南明最後の皇帝永暦帝は雲南からタウングー領内に逃げ込んできた。当時は復興タウングー王朝のピエ・ミン王の時代であったが、タウングー側は永暦帝と皇太子朱慈炫父子ら一家を首都アヴァ近郊に抑留した。これを奪回すべく南明側の李定国軍がアヴァ近郊に迫ったが、火器に優れるタウングー軍を破ることはできなかった。
1662年に呉三桂率いる清軍が永暦帝の引き渡しを求めてアヴァ近郊に迫ったため、タウングー側は永暦帝父子を呉三桂に引き渡した。その後、タウングーは清王朝と没交渉だったが、1749年清は使者をタウングーに派遣して朝貢を求めてきたため、タウングーは1750年、朝貢使節を陸路北京に派遣した。この使節団は1752年に北京に達し、乾隆帝の歓待を受けている。しかし、この年にタウングー王朝は滅亡した。